# João Vieira And Poilão Marine National Park
João Vieira And Poilão Marine National Park är en park i Guinea-Bissau. Den ligger i den sydvästra delen av landet, 100 km söder om huvudstaden Bissau.
Terrängen runt João Vieira And Poilão Marine National Park är mycket platt.